# یاسنایا پولیانا (استان آمور)
یاسنایا پولیانا (به لاتین: Yasnaya Polyana) یک منطقهٔ مسکونی در روسیه است که در استان آمور واقع شده‌است.